# Space Shower TV
Space Shower TV  est une chaîne de télévision japonaise basée dans l'arrondissement de Minato à Tokyo. La chaîne est lancée le 1er décembre 1989 sous le nom de JPMTV. L'idée derrière la création de Space Shower TV était de créer une chaîne musicale spécialisée comme MTV au Japon.
La chaîne organise chaque année les "Space Shower Music Video Awards", une remise de prix musicale annuelle.